# Valerij Andrijtsev
Valerij Oleksandrovytj Andrijtsev (ukrainska: Валерій Олександрович Андрійцев), född 27 februari 1987 i Kiev i dåvarande Ukrainska SSR i Sovjetunionen, är en ukrainsk brottare som tog OS-silver i tungviktsbrottning vid de olympiska brottningstävlingarna 2012 i London.

## Meriter

### Olympiska meriter

#### Olympiska sommarspelen 2012
- Huvudartikel: Brottning vid olympiska sommarspelen 2012

| Brottare           | Gren   | Kvalomgång           | Åttondelsfinal        | Kvartsfinal          | Semifinal            | Återkval 1           | Återkval 2           | Final / Brons        | Final / Brons |
| Brottare           | Gren   | Motståndare Resultat | Motståndare Resultat  | Motståndare Resultat | Motståndare Resultat | Motståndare Resultat | Motståndare Resultat | Motståndare Resultat | Placering     |
| ------------------ | ------ | -------------------- | --------------------- | -------------------- | -------------------- | -------------------- | -------------------- | -------------------- | ------------- |
| Valerii Andriitsev | -96 kg | BYE                  | Iskandari (TJK) W 3–1 | Gazyumov (AZE) W 3–1 | Yazdani (IRI) W 5–0  | BYE                  | BYE                  | Varner (USA) L 0–3   | 2             |